# Lagon aux Bœufs
Lagon aux Bœufs är en sjö i Haiti.   Den ligger i departementet Nord-Est, i den nordöstra delen av landet, 140 km norr om huvudstaden Port-au-Prince. Lagon aux Bœufs ligger 3 meter över havet. Arean är 3,5 kvadratkilometer. Omgivningarna runt Lagon aux Bœufs är en mosaik av jordbruksmark och naturlig växtlighet. Den sträcker sig 3,6 kilometer i nord-sydlig riktning, och 3,2 kilometer i öst-västlig riktning.